# کرانچی‌رول اکسپو
کرانچی‌رول اکسپو (به انگلیسی: Crunchyroll Expo) که به صورت CRX هم مخفف می‌شود، یک گردهمایی انیمه سالانه سه روزه است که در ماه آگوست/سپتامبر در مرکز گردهمایی سن خوزه در شهر سن خوزه، کالیفرنیا در آخر هفته روز کارگر برگزار می‌شود. این گردهمایی توسط شرکت‌های کرانچی‌رول و رید الزویر سازماندهی می‌شود.